# Brahim Ghalidi
Brahim Ghalidi (31 januari 2005) is een Belgisch voetballer die als aanvaller voor NAC Breda speelt.

## Carrière
Ghalidi ruilde in 2020 de jeugdopleiding van STVV voor die van Standard Luik. Op 10 april 2022 maakte hij zijn officiële debuut in het eerste elftal van de Luikse club: op de slotspeeldag van de reguliere competitie liet trainer Luka Elsner hem uitgerekend tegen STVV in de 64e minuut invallen voor Abdoul Tapsoba. Met Noah Mawete Kinsiona maakte er later die wedstrijd nog een jeugdproduct van Standard zijn profdebuut.
Een doorbraak in het eerste elftal van Standard Luik bleef uit en de teller bleef voor Ghalidi steken op drie duels. Op 8 juli 2025 tekende hij een contract voor drie seizoenen bij NAC Breda.

## Clubstatistieken
| Seizoen         | Club            | Land            | Competitie         | Competitie | Competitie | Beker | Beker | Supercup | Supercup | Europees | Europees | Totaal | Totaal |
| Seizoen         | Club            | Land            | Competitie         | Wed.       | Dlp.       | Wed.  | Dlp.  | Wed.     | Dlp.     | Wed.     | Dlp.     | Wed.   | Dlp.   |
| --------------- | --------------- | --------------- | ------------------ | ---------- | ---------- | ----- | ----- | -------- | -------- | -------- | -------- | ------ | ------ |
| 2021/22         | Standard Luik   | Vlag van België | Jupiler Pro League | 1          | 0          | 0     | 0     | —        | —        | —        | —        | 1      | 0      |
| Carrière totaal | Carrière totaal | Carrière totaal | Carrière totaal    | 1          | 0          | 0     | 0     | 0        | 0        | 0        | 0        | 1      | 0      |

Bijgewerkt op 12 april 2022.
1 Kortsmit ·
2 Lucassen ·
4 Kemper ·
5 Van den Bergh  ·
6 Staring ·
7 Garbett ·
8 Leemans ·
9 Kostorz ·
10 Ómarsson ·
11 Paula ·
12 Greiml ·
14 Kaied ·
15 Mahmutović ·
16 Balard ·
17 Kuijpers ·
18 Van Reeuwijk ·
19 Fernandes ·
20 Oldrup Jensen ·
23 Kongolo ·
25 Valerius ·
28 Mol ·
29 Van Hooijdonk ·
30 Versluis ·
31 Lamprou ·
37 Van Lare ·
39 Janošek ·
44 Busi ·
55 Sowah ·
77 Sauer ·
99 Bielica ·
Coach: Hoefkens
· Assistent-trainer: Güvenç
· Assistent-trainer: Kaczmarek
· Keeperstrainer: Babos